# Maison Riverview
La maison Riverview est un manoir historique situé au 430, boulevard Alexandre-Taché à Gatineau, Québec. Elle a été construite à l'origine par le baron du bois David Moore en 1865. Plus tard, la maison est devenue la maison d'Edward S. Skead et de sa famille, qui travaillaient aussi dans l'industrie du bois d'œuvre.
La ville s'est lentement rapprochée du manoir et il a perdu son isolement. Après la Première Guerre mondiale, il a été vendu et est devenu une boîte de nuit populaire connue sous le nom de Homestead Inn. En 1939, il a changé de rôle et est redevenu l'orphelinat Ville-Joie-Ste-Thérèse. Comme les orphelinats ont été progressivement supprimés dans les années 1960, l'établissement est devenu une pépinière, mais celle-ci a fermé en 1972. Aujourd'hui, l'édifice abrite le Conservatoire de musique de Gatineau du Conservatoire de musique et d'art dramatique du Québec.

## Histoire
La maison Riverview a été construite en 1865 pour le compte de David Moore, un riche marchand de bois et entrepreneur. C'est ce dernier qui lui donne son nom. Elle est utilisée comme résidence jusqu'au début du XXe siècle. Elle est ensuite inoccupée. En 1920, elle est convertie en boite de nuit. En 1934, une communauté religieuse la convertie en orphelinat et elle prend le nom de Ville-Joie-Sainte-Thérèse, usage qu'elle conservera jusqu'en 1970. Une chapelle est ajoutée en 1939-1940 et un édifice moderne est ajouté en annexe à l'est durant les années 1960. En 1973, elle est achetée par des particuliers et en 1975 elle est acquise par le Gouvernement du Québec qui y aménage le Conservatoire de musique de Gatineau.
La maison Riverview est reconnue monument historique le 14 avril 1975. Le 19 octobre 2012, elle est classée immeuble patrimonial à la suite de la mise en vigueur de la loi sur le patrimoine culturel.